# Legionella saoudiensis
Espèce
Legionella saoudiensis est une espèce de bactéries gram-négatives de la famille des Legionellaceae.

## Description
Les Legionella saoudiensis sont des bacilles à Gram négatif.

## Taxonomie
Le nom correct complet (avec auteur) de ce taxon est Legionella saoudiensis Bajrai et al. 2016.

### Étymologie
L'étymologie de cette espèce est la suivante : sa.ou.di.en’sis. N.L. masc./fem. adj. saoudiensis, appartenant à l'Arabie Saoudite, le pays d'où viennent les souches de cette espèce.